# Zheng Ruozeng
Zheng Ruozeng （郑若曾） (1503-1570) was een Chinese geograaf die leefde tijdens de Ming-dynastie van 1505-1580. Vooral zijn werk waarin hij de kustlijn van de provincie Zhejiang in kaart brengt, is van belang geweest voor latere generaties.
- International Standard Name Identifier: 0000 0000 6365 7115
- Library of Congress Control Number: n85262378
- Nationale Bibliotheek van Israël: 987007330187305171
- Système universitaire de documentation: 233777547
- Trove: 1354431
- Virtual International Authority File: 55600524
- WorldCat: E39PBJtX6WrV7gMg8GTmQH6xjC